# Malorix
Malorix und Verritus sind die ersten namentlich belegten Anführer der Friesen im 1. Jh. n. Chr.
Die Anführer der Friesen baten Kaiser Nero 58 n. Chr. um Überlassung eines von den Friesen besetzten römischen Gebietes. Malorix und Verritus dokumentierten ihr Selbstbewusstsein, indem sie sich mit ihrem Gefolge im Pompeiustheater unaufgefordert auf die Ränge der Senatoren setzen. Nero erteilte ihnen das römische Bürgerrecht, das besetzte Gebiet wurde jedoch von römischen Bundesgenossen zurückerobert.